# Милликен, Роберт Эндрюс
Ро́берт Э́ндрюс Ми́лликен (англ. Robert Andrews Millikan; 22 марта 1868, Моррисон, Иллинойс, США — 19 декабря 1953, Сан-Марино, Калифорния, США) — американский физик.
В 1923 году получил Нобелевскую премию по физике за работы в области фотоэлектрического эффекта и за измерения заряда электрона. Впоследствии он занимался изучением космических лучей.
Член Национальной академии наук США (1915).

## Биография
Роберт Милликен родился в семье священника. Перед поступлением в колледж Оберлин в Огайо работал некоторое время репортёром. Со второго курса колледжа начал преподавать математику и физику в местной школе. В 1891 году получил степень бакалавра по классике — языку, философии, истории и искусству Древнего Средиземноморья. В 1896 году получил степень доктора по физике в Колумбийском университете. В автобиографии он так объяснил столь разительную смену темы изучения:

В последний год обучения … мой профессор по греческому … попросил меня прочесть курс по элементарной физике в подготовительном отделении в следующем году. На мой ответ, что я ничего не знаю из физики, он ответил — «любой, кто смог получить у меня хорошую отметку по греческому, может преподавать физику». «Хорошо» — ответил я — «под вашу ответственность я попробую и посмотрю, что из этого получится». Сразу после этого я купил книгу Эвери «Начала физики» и провёл большую часть летних каникул 1889 года дома … пытаясь вникнуть в предмет. … сомневаюсь, преподавал ли я лучше когда-либо в моей жизни, чем во время того моего первого курса по физике в 1889 году. Я был настолько заинтересован в том, чтобы знать больше, чем мои ученики, что они, наверно, подхватили часть моего интереса и энтузиазма.

После завершения обучения Милликен преподавал в различных местах, в том числе один год проработал в университетах Берлина и Гёттингена. В 1896 году он возвращается в США, где становится ассистентом профессора физики, а затем и профессором физики в Чикагском университете.
В 1904 году он женился на Грете Бланшар. У них было три сына — Кларк, Гленн и Макс, которые впоследствии также стали учёными. С 1907 по 1921 год он проживал в доме в городе Чикаго (штат Иллинойс), расположенный по адресу Саут-Вудлон-авеню, 5605, в районе Гайд-парк.

## Научные достижения

### Измерение заряда электрона
В 1910 году, будучи профессором в Чикагском университете, Милликен опубликовал первые результаты своих экспериментов с заряженными капельками масла, в которых он измерил заряд электрона. Элементарный электрический заряд является одной из фундаментальных физических констант, и знание его точного значения очень важно. В своих экспериментах Милликен измерял время движения мельчайших заряженных капель масла, подвешенных между электродами в сильном электрическом поле, которое зависит от заряда на каплях. При известном значении сил действующих на каплю можно определить заряд капли. Проведя повторные эксперименты с большим количеством капелек, Милликен показал, что результаты могут быть объяснены, если предположить, что заряд капли пропорционален целому числу элементарных зарядов, величиной −1,592⋅10−19 Кулон. Несколько меньшее значение, чем принятое на сегодняшний день −1,60217653⋅10−19 Кулон, можно объяснить тем, что Милликен использовал неточные значения динамического коэффициента вязкости воздуха.

### Фотоэффект
Когда Альберт Эйнштейн в 1905 году опубликовал свою плодотворную статью по корпускулярной теории света, Милликен был убеждён, что эта теория неверна, так как к этому времени существовало большое количество доказательств в пользу волновой природы света. Для проверки эйнштейновской теории он предпринял серию экспериментов, продолжавшихся десять лет, которая потребовала того, что он назвал «a machine shop in vacuo» («механическая мастерская в вакууме») для приготовления очень чистой поверхности фотоэлектрода. Его результаты в точности подтвердили предсказания Эйнштейна, но это не убедило Милликена в эйнштейновской радикальной интерпретации, и в 1916 году он написал: «Уравнение фотоэффекта Эйнштейна… по моему мнению, не может рассматриваться как имеющее хоть какое-то удовлетворительное теоретическое обоснование», — даже если «оно действительно очень точно описывает процесс» фотоэффекта. Тем не менее, в автобиографии 1950 года он высказался, что он «едва ли допускает какие-либо интерпретации, кроме первоначально предложенной Эйнштейном, а именно саму полукорпускулярную, или фотонную, теорию».
Так как работы Милликена отчасти лежат в основе современной физики частиц, ироничным кажется то, что он был весьма консервативен в своих убеждениях по поводу открытий в физике в XX веке, как в случае с фотонной теорией. В качестве ещё одного примера можно привести его учебник 1927 года издания, где недвусмысленно утверждалось существование эфира, а эйнштейновская теория относительности в уклончивой форме упоминалась лишь в примечании в конце главы под портретом Эйнштейна, которое завершало список достижений и гласило, что он стал «автором специальной теории относительности в 1905 году и общей теории относительности в 1914 году; обе теории явились большим достижением в объяснении явлений, не объяснимых никак иначе, и в предсказании новых явлений». Также признавалась заслуга Эйнштейна в измерении значения постоянной Планка из графиков фотоэлектронной эмиссии для различных металлов.

## Память
В 1970 году Международный астрономический союз присвоил имя Роберта Милликена кратеру на обратной стороне Луны.